# 歐子欣
歐子欣（英語：Sara Au Tze Yan，1972年1月2日－），香港前女演員。

## 簡歷
歐子欣畢業於嘉諾撒聖心學校和何東中學。
早期於華納任職秘書，1997年受嘉禾電影公司的鄒定歐推薦，成為嘉禾旗下藝人，1998年，因嘉禾電影公司停止製作而離開，再簽約加入無線電視，期間她為綜藝節目《K-100》擔任主持而開始為觀眾認識，翌年更首次參演電視劇《碧血劍》並飾演第一女主角“溫青青”，惟該劇於2000年播出後，由於其演出不太受觀眾認同，旋即離開無線電視，回歸平淡生活。後歐子欣與男藝人李澤林結婚，育有兩子兩女。

## 作品

### 電視劇

#### 無線電視
- 2000年 《碧血劍》 飾 溫青青

#### 香港電台
- 1997年 《寫意空間 （页面存档备份，存于）》「酒徒 - 劉以鬯」

#### 內地
- 1999年 《京港愛情線》（亞洲電視外購劇集）

### 電視節目（無線電視）
- 1999年 《K-100》

### 電影
- 《赤足驚魂》 (1997)
- 《榕樹頭講鬼》 (1998)
- 《愛情傳真》 (1998)
- 《戇豆豆追女仔》 (1998)
- 《失約時空》 (1999) ... Iris
- 《鬼咁過癮》 (1999)
- 《無問旅程》 (1999) ... Shannon

### MTV
- 1997年 《用情》，與張信哲合作
- 1998年 《受罪》，與張信哲合作